# Lonchocarpus violaceus
Lonchocarpus violaceus — вид вічнозеленого дерева з родини Fabaceae (бобові). Зростає у районі Карибського басейну та півночі Південної Америки.

## Практичне використання
За деякими джерелами L. violaceus використовувався народами майя для виробництва алкогольного напою, бальче. Цілком ймовірно, що вони насправді мають на увазі L. longistylus, який колись був синонімом L. violaceus.